# Савченко Антоніна Антонівна
Савченко Антоніна Антонівна (3 червня 1911, Київ — 27 травня 1963, Київ) — українська актриса музичної комедії, відома за виступами в Київському театрі оперети (1938—1963). Заслужена артистка УРСР (1946).

## Життєпис
Народилась у Києві 3 червня 1911 року.
У 1938 році закінчила Київську консерваторію (клас М. Донець-Тессейр).
Під час окупації Києва виступала в опереті, підтримувала зв'язок з підпіллям. Про її виступи узнав сам Франц Легар, який проживав у Відні, і в 1943 році Антоніна Савченко отримала від легендарного композитора клавір «Веселої вдови» з дарчим написом: «Найкращій Ганні Главарі»
1938–1963 — солістка Київського театру оперети.
Померла в Києві 27 травня 1963 року.

## Ролі
- Маріца («Маріца» І. Кальмана)
- Сільва («Сільва» І. Кальмана)
- Баядера («Баядера» І. Кальмана)
- Теодора Вердьє («Принцеса цирку» І. Кальмана)
- Ганна Главарі («Весела вдова» Ф. Легара)
- Розалінда («Кажан» Й. Штрауса)
- Марійка («Червона калина» О. Рябова)

## Нагороди
- Заслужена артистка УРСР (1946)
- Орден Червоної Зірки (1945)